# نوكيا 6255i
نوكيا 6255i هو أحد أجهزة نوكيا، شركة الهواتف والتقنية النقالة. يأتي هذا الجهاز مع شاشة نوعها 128 * 160 16-بت (65,536) لون. تم إصدار هذا الجهاز في 2004. أما بالنسبة لوضعية إنتاجه الحالية فلم يعد يتم إنتاجه. تقنيته/تردده هي CDMA2000 1x/AMPS. جيل الجهاز هو DCT4. عامل الشكل (التصميم) للجهاز هو «صدفة المحار». الجهاز يحتوي على كامير نوعها: VGA.